# Herb Sztumu
Herb Sztumu – jeden z symboli miasta Sztum i gminy Sztum w postaci herbu.

## Wygląd i symbolika
Herb przedstawia wizerunek Najświętszej Marii Panny w koronie złotej, z aureolą złotą, w sukni błękitnej i obuwiu błękitnym, w płaszczu białym. Na lewym ramieniu Marii nagie Dzieciątko Jezus z aureolą złotą. Ciało i włosy Marii i Dzieciątka w kolorach naturalnych.